# George Wright (football, 1930)
Pour les articles homonymes, voir George Wright.
George Wright (né le 19 mars 1930 à Ramsgate et mort le 7 septembre 2000) est un footballeur anglais.

## Biographie
George Wright commence sa carrière au sein du club de sa ville natale le Ramsgate FC (en).
Il devient joueur du Margate FC en 1950,.
Il rejoint West Ham United en 1951. Il dispute avec les Hammers au total 161 matchs en seconde division anglaise.
Wright fait partie de la sélection de Londres lors de la campagne de la Coupe des villes de foires 1955-1958. Il dispute la finale perdue contre le FC Barcelone.
Il est transféré au Leyton Orient FC en 1958.
Après quatre années à Leyton Orient, il évolue sous les couleurs du Gillingham FC en 1962 avant de raccrocher les crampons en 1963 avec son club formateur le Ramsgate FC.